# Heteragrion bariai
Heteragrion bariai – gatunek ważki z rodziny Heteragrionidae. Występuje na terenie Ameryki Południowej.